# Vallerois-le-Bois
Vallerois-le-Bois é uma comuna francesa na região administrativa de Borgonha-Franco-Condado, no departamento de Alto Sona. Estende-se por uma área de 12,59 km². Em 2010 a comuna tinha 254 habitantes (densidade: 20,2 hab./km²).